# Patriotická píseň
Patriotická píseň nebo Vlastenecká píseň (Патриотическая песня) je skladba, kterou složil Michail Ivanovič Glinka v roce 1833 a která byla hymnou Ruska v letech 1990–2000.
Glinka opus původně pojmenoval Motif de chants national, současný název dostala píseň až za druhé světové války, kdy ji často hrával moskevský rozhlas. 5. listopadu 1990 vybral tuto skladbu Boris Jelcin jako hymnu RSFSR a 23. listopadu téhož roku byla schválena parlamentem. V roce 1993 byla potvrzena jako státní hymna nezávislého Ruska. Píseň neměla žádná slova, proto byla v roce 1999 vypsána soutěž na její otextování. Vyhrál ji Viktor Radugin s verši nazvanými Slav'sja, slav'sja, ale než mohly být oficiálně přijaty, stal se prezidentem Vladimir Putin a rozhodl o návratu k sovětské hymně, jen s novými slovy, která napsal autor těch původních Sergej Michalkov.